# Rockin'f
Rockin'f (ロッキンｆ) is een magazine, gericht op rock, heavy metal en (in mindere mate) hardcore punkmuziek. Het wordt geproduceerd en uitgebracht in Japan. De eerste uitgave dateert uit juli 1976. Het blad werd meestal voor rond de 650 yen verkocht. Afmetingen: 25,7 cm x 18,2 cm. Gemiddeld bestaat het blad uit 200 pagina's en is in z'n totaliteit geschreven in het Japans.
In de eerste jaren die volgden stond Jimmy Page meerdere malen op de voorkant van de hoes. Later richtte het magazine zich alleen nog maar op bands uit Japan. Naast de geschreven artikelen en interviews, zaten er ook vaak zeldzame foto's van liveoptredens, posters, stickers, bladmuziek of gelimiteerde promotie flexi's bijgevoegd. In de latere jaren zat er met regelmaat een cd of dvd bij.
In de begin jaren 80 waren bands als X Japan en Loudness vaak gekenmerkt in het magazine. In juni 1988 brengt het magazine samen met het blad een flexi uit van X Japan. Met behulp van hun platenlabel, Extasy Records, werd de Japans gezongen versie van hun nummer "Kurenai" uitgebracht. Later volgden er nog meer bands.
Begin 2002 gaat de uitgever, Shinyusha Co., Ltd. bankroet. In 2005 neemt een andere uitgever het werk over.